# Početnica (molekularna biologija)
Početnica, klica, začetnica, primer ili starter molekula je početna (prva, startna) molekula u sintezi DNK. Ova je molekula kratki ulomak DNK. Po nizu nukleotida predstavlja komplement ciljnoj DNK. Enzim DNK polimeraza treba početnicu radi pokretanja sinteze niza komplementarne DNK, odnosno za početak polimerizacije. Sinteza svakoga fragmenta započinje sintezom početnice, nakon čega djeluju DNK polimeraze. Enzimi nukleaza i polimeraza su oni koji potom uklanjaju početnice.